# Rafael Romero Barros
Rafael Romero Barros, właśc. Rafael Romero y Barros (ur. 30 maja 1832 w Moguer, zm. 2 grudnia 1895 w Kordobie) – hiszpański malarz impresjonista.
Założyciel, dyrektor i kustosz Muzeum Sztuk Pięknych w Kordobie (hiszp. Museo de Bellas Artes de Córdoba), ojciec znanego hiszpańskiego malarza symbolisty Julia Romero de Torresa.